# كارل لودفيغ براندت
كارل لودفيغ براندت (بالألمانية: Carl Ludwig Brandt)‏ هو فنان ألماني، ولد في 22 سبتمبر 1831 في هامبورغ في ألمانيا، وتوفي في 1905.